# Elana Meyer
Elana Meyer (* 10. Oktober 1966 in Albertinia, Südafrika) ist eine ehemalige südafrikanische Langstreckenläuferin und olympische Medaillengewinnerin.
Elana Meyer lief bis Ende der 1990er Jahre hauptsächlich Distanzen über 1500 bis 10.000 Meter und spezialisierte sich danach auf den Halbmarathon und Marathon. In ihrer Heimat Südafrika gewann sie über 20 Titel in der Leichtathletik. Sie hält seit 1991 den Weltrekord im 15-km-Straßenlauf (46:57 min) und verbesserte von 1991 bis 1999 viermal den Weltrekord im Halbmarathon auf die Zeit von 1:06:44 h. 1994 wurde sie Dritte und 1995 Zweite beim Boston-Marathon. 1998 errang sie den dritten Platz beim Chicago-Marathon.
Bei den Olympischen Spielen 1992 in Barcelona gewann sie die Silbermedaille im 10.000-Meter-Lauf hinter der Äthiopierin Derartu Tulu (Gold) und vor der US-Amerikanerin Lynn Jennings (Bronze). Tulu gewann das Rennen und wurde als erste schwarze Afrikanerin Olympiasiegerin; Tulu und Meyer liefen nach dem Rennen Hand in Hand die Ehrenrunde – eine Geste, die als Zeichen der Versöhnung und Einheit Afrikas gefeiert wurde, da es die Überwindung historischer Rassentrennung verkörperte.
2005 gab sie bekannt, dass sie sich vom Leistungssport zurückziehen werde.